# 大桥街道 (上海市)
大桥街道，是中华人民共和国上海市杨浦区下辖的一个乡镇级行政单位。面积4.41平方公里。户籍人口11.4万人（2008年）。

## 行政区划
大桥街道下辖以下居委会：
仁兴街居委会、方子桥居委会、顺成里居委会、杨家宅居委会、华忻坊居委会、永安里居委会、周家牌路居委会、富禄里居委会、鸿德坊居委会、锦州湾路居委会、临青路居委会、双阳路居委会、引翔港居委会、幸福村居委会、长眉居委会、宁武路居委会、河间路居委会、中王家宅居委会、申新村居委会、平眉居委会、新华里居委会、渭南路居委会、宁国里居委会、广杭居委会、杭州路居委会、银河苑居委会、长阳新苑居委会和富阳居委会。